# Konitsa
Konitsa (en griego: Κόνιτσα; en arrumano: Conita) es una ciudad del Épiro, Grecia, cerca de la frontera albanesa. Se encuentra, en forma de anfiteatro, en una ladera de montaña de la cordillera del Pindo, dominando el fértil valle donde el río Viosa se encuentra con el río Voidomatis. Konitsa es un centro regional para muchas pequeñas aldeas del Pindo, donde hay tiendas, escuelas y un hospital.

## Historia
En la antigüedad, la zona de Konitsa era parte del territorio de la tribu griega de los molosos. En el siglo XV se vio sujeta al imperio Otomano y se convirtió en parte del Sanjak de Ioannina.
Casi todos los edificios habitados por albaneses musulmanes en Konitsa fueron destruidos durante la Segunda Guerra Mundial. Durante la guerra civil griega (1946-1949) la región circundante se convirtió en un importante campo de batalla, cuando en diciembre de 1947 las guerrillas comunistas intentaron sin éxito capturar la ciudad.

## Municipio
El actual municipio de Konitsa se formó en la reforma del gobierno local de 2011 por la fusión de los siguientes 5 municipios anteriores, que se convirtieron en unidades municipales (las localidades que los formaban entre paréntesis:
- Konitsa (Aetopetra, Agia Paraskevi, Agia Varvara, Aidonochori, Amarantos, Armata, Elefthero, Exochi, Gannadio, Iliorrachi, Kallithea, Kavasila, Kleidonia, Konitsa, Mazi, Melissopetra, Molista, Molyvdoskepastos, Monastiri, Nikanoras, Pades, Palaioselli, Pigi, Pournia, Pyrgos).
- Aetomilitsa.
- Distrato.
- Fourka.
- Mastorochoria (Asimochori, Vourmpiani, Gorgopotamos, Drosopigi, Kallithea, Kastania, Kefalochori, Kleidonia, Lagkada, Oxya, Plagia, Plikati, Pyrsogianni, Chionades).